# Real Zaragoza 2012-2013
Questa voce raccoglie le informazioni riguardanti il Real Zaragoza nelle competizioni ufficiali della stagione 2012-2013.

## Stagione
La stagione di Primera División per il Real Saragozza comincia il 20 agosto 2013 contro il Real Valladolid, partita persa per 1 a 0. Nella seconda giornata il Real Saragozza vince la prima partita di questa stagione contro l'Espanyol per 2 a 1 ma dopo questa partita seguiranno molte sconfitte contro Málaga, Real Sociedad, Valencia, Granada, Real Madrid; questa serie negativa viene poi interrotta con due vittorie consecutive contro il Siviglia e il Granada nella Coppa del Re. Alla fine del campionato si ritrova in ultima posizione con solo 34 punti. Intanto nella coppa del Re riesce ad arrivare fino ai quarti di finale dove viene però sconfitta dal Siviglia per un totale di 4 a 0.

## Rosa
Aggiornata al 5 giugno 2013.
| N. |                       | Ruolo | Calciatore                  |
| -- | --------------------- | ----- | --------------------------- |
| 1  | Spagna (bandiera)     | P     | Roberto                     |
| 2  | Spagna (bandiera)     | C     | José María Movilla          |
| 3  | Spagna (bandiera)     | D     | Javier Paredes (capitano)   |
| 4  | Spagna (bandiera)     | D     | Álvaro González Soberón     |
| 5  | Italia (bandiera)     | D     | Maurizio Lanzaro            |
| 6  | Spagna (bandiera)     | A     | Rodri                       |
| 7  | Camerun (bandiera)    | A     | Henri Bienvenu              |
| 8  | Spagna (bandiera)     | C     | Edu Oriol                   |
| 9  | Portogallo (bandiera) | A     | Hélder Postiga              |
| 10 | Spagna (bandiera)     | C     | Apoño                       |
| 11 | Spagna (bandiera)     | C     | Paco Montañés               |
| 12 | Francia (bandiera)    | C     | Romaric                     |
| 13 | Argentina (bandiera)  | P     | Leo Franco                  |
| 14 | Spagna (bandiera)     | D     | José Manuel Fernández Reyes |

| N. |                        | Ruolo | Calciatore        |
| -- | ---------------------- | ----- | ----------------- |
| 15 | Spagna (bandiera)      | C     | José Mari         |
| 16 | Paesi Bassi (bandiera) | D     | Glenn Loovens     |
| 17 | Serbia (bandiera)      | C     | Stefan Babović    |
| 18 | Argentina (bandiera)   | C     | Lucas Wilchez     |
| 19 | Romania (bandiera)     | D     | Cristian Săpunaru |
| 20 | Argentina (bandiera)   | C     | Franco Zuculini   |
| 21 | Spagna (bandiera)      | D     | Abraham Minero    |
| 22 | Ungheria (bandiera)    | C     | Ádám Pintér       |
| 23 | Spagna (bandiera)      | C     | Javi Álamo        |
| 24 | Spagna (bandiera)      | A     | Rubén Rochina     |
| 25 | Spagna (bandiera)      | C     | Adrià Carmona     |
| 26 | Spagna (bandiera)      | C     | Jorge Ortí        |
| 32 | Spagna (bandiera)      | C     | Víctor Rodríguez  |
| 35 | Serbia (bandiera)      | D     | Ivan Obradović    |

## Risultati

### Primera División

#### Girone di andata
| Arbitro: | Jesuú Peréz Montero |

|                                 |           |  |
| Feghouli 12’ Jonathan Viera 59’ | Marcatori |  |

| Arbitro: | Javier Estrada Fernández |

|                                                  |           |  |
| Higuaín 22’ Di María 25’ Essien 88’ Modrić 90+2’ | Marcatori |  |

| Arbitro: | Miguel Ángel Ayza Gámez |

|                         |           |              |
| Messi 16’, 60’ Song 28’ | Marcatori | 24’ Montañés |

| Arbitro: | Delgado (Portugalete) |

|  |           |           |
|  | Marcatori | 83’ Aspas |

| Arbitro: | José González |

|                             |           |  |
| Tiago 31’ Falcao 38’ (rig.) | Marcatori |  |

#### Girone di ritorno
| Arbitro: | Carlos del Cerro Grande |

|                             |           |                |
| Apoño 5’ (rig.) Postiga 32’ | Marcatori | 36’, 69’ Jonas |

| Arbitro: | Alberto Undiano Mallenco |

|          |           |                |
| Rodri 7’ | Marcatori | 38’ C. Ronaldo |

| Arbitro: | David Fernández Borbalán |

|  |           |                           |
|  | Marcatori | 20’ Thiago 39’, 53’ Tello |

| Arbitro: | del Cerro (Madrid) |

|                       |           |              |
| López 37’ Bermejo 90’ | Marcatori | 26’ Săpunaru |

| Arbitro: | Javier Estrada |

|                    |           |                                     |
| Hélder Postiga 89’ | Marcatori | 84’ Arda Turan 90’, 91’ Diego Costa |

### Coppa del Re
| Saragozza 16 gennaio 2013, ore 19:30 UTC+1 Quarti di finale - Andata | Real Saragozza             | 0 – 0 referto | Siviglia | La Romareda (5.000 spett.)\| Arbitro: \| Fernando Teixeira Vitienes \| |
| Arbitro:                                                             | Fernando Teixeira Vitienes |               |          |                                                                        |

| Arbitro: | Carlos Velasco Carballo |

|                                                  |           |  |
| Negredo 36’, 67’ (rig.) Rakitić 45+3’ Manu 90+2’ | Marcatori |  |